# Fontaine Saint-Gonéry
La fontaine Saint-Gonéry est située à Plougrescant, en France.

## Localisation
La fontaine est située sur la commune de Plougrescant dans le département des Côtes-d'Armor, dans la région Bretagne.

## Description
La fontaine est située dans un enclos rectangulaire de 4 sur 5 m, elle est précédée d'un bassin de 1,50 sur 1,20 m. La fontaine mesure 3,50 m de hauteur, 1,50 m de largeur et 0,75 m de section. Elle est construite en moyen appareil de granite, c'est une fontaine à fronton-pignon cintré dont le mur de fond est évidé d'une niche à statuette,
.

## Historique
La fontaine est inscrite au titre des monuments historiques par arrêté du 20 janvier 1926.